# JSカビリー
JSカビリー（フランス語：Jeunesse Sportive de Kabylie, カビル語：Ilmezyen n Adal Leqbayel）は、アルジェリアの都市ティジ・ウズーにホームを置くサッカークラブである。
少数民族のベルベル人カビール族を主要な支持基盤に持つ。アルジェリア国内リーグでの優勝回数は突出しており、国際舞台でもアフリカチャンピオンズカップ優勝2回をはじめ、アフリカンカップウィナーズカップ優勝1回、CAFカップ優勝3回を数える。

## クラブ名の遍歴
- 1946年-1974年：JSカビリー (Jeunesse Sportive de Kabylie, JSK)
- 1974年-1977年：JSカウカビ (Jamiat Sari' Kawkabi, JSK)
- 1977年-1989年：JEティジウズ (Jeunesse Électronique de Tizi-Ouzou, JET)
- 1989年-現在：JSカビリー (Jeunesse Sportive de Kabylie, JSK)

## タイトル

### 国内タイトル
- リーグ：14回
  - 1973, 1974, 1977, 1980, 1982, 1983, 1985, 1986, 1989, 1990, 1995, 2004, 2006, 2008

- カップ：5回
  - 1977, 1986, 1992, 1994, 2011

- スーパーカップ：1回
  - 1992

### 国際タイトル
- アフリカチャンピオンズカップ：2回
  - 1981, 1990

- アフリカンカップウィナーズカップ：1回
  - 1995

- CAFカップ：3回
  - 2000, 2001, 2002

- CAFスーパーカップ：1回
  - 1982

## 歴代監督
- ムサ・サイブ 2007-2008, 2011
- アラン・ガイガー 2010

## 歴代所属選手
- ムサ・サイブ 1989-1992, 2003-2004
- ファウジ・シャウシ 2006-2009
- エサイード・ベルカレム 2008-2013, 2018-
- アルベルト・エボッセ・ボジョンゴ 2013-2014
- シェイク・ムライェ・アーメド 2014-2015
- モハンナド・アブドゥッラヒーム 2014-2015

## エンブレム
- 1981-1990
- 1990-1995
- 1995-2000
- 2000-2001
- 2002-2010
- 2010-2018
- 2018-現在